# Новокотовськ
Новокотовськ (рос. Ново-Котовск; рум. Novocotovsc) — село в Слободзейському районі в Молдові (Придністров'ї). Підпорядковується до Фрунзенської сільської ради.
Село розташоване в східній частині району за 25 км від районного центру та за 3 км від залізничної станції Кучурган (знаходиться в Україні).
Село засноване на початку 1920-х років як радгосп «Коцюбинщина». 
В квітні 1925 радгосп передано з Одеської губернії до складу МАРСР.
В жовтні 1925 перейменовано на розплідник їм. Котовського.
В районі курганної групи поблизу Новокотовська були відкриті пам'ятки Сабатинівської культури.
За даними перепису населення в Придністров'ї чисельність жителів становила 482 особи. З них 287 - росіяни (60%), 145 - українці (30%), 36 - молдовани (7%).
На території села діють школа, Будинок культури, відділення зв'язку, фельдшерсько-акушерський пункт, ТОВ «Рустас», МППК с. Новокотовськ, магазин, пам'ятник радянським воїнам.